# Secondhand Serenade
Secondhand Serenade és un grup format pel vocalista i guitarrista John Vesely. El projecte va començar a Califòrnia, Estats Units, l'any 2004. Vesely ha publicat tres àlbums, l'anomenat Awake l'any 2007, A Twist in my Story l'any 2008 i recentment l'any 2010 Hear me Now. En un àlbum de Secondhand Serenade es va realitzar una gravació multipista per gravar les múltiples cançons de les veus i guitarres. A diferència del segon disc, que es va utilitzar una banda completa, per poder obtenir-ne un sò més treballat.

## Història
John Joseph Vesely va formar el grup Secondhand Serenade en el seu poble de naixement Menlo Park a Califòrnia, EUA, l'any 2004. John va néixer a l'àrea de la badia de San Francisco a una família de músics. Com a fill d'un músic professional de Jazz, ell comenta que el seu talent musical és natural. Va passar vuit anys tocant el baix per a bandes locals en les quals va tocar divertits estils com ska, hardcore punk, rock, pop, entre d'altres. Després d'anys tocant el baix, va optar per una guitarra acústica.
Vesely va començar a escriure cançons quan va conèixer a la seva actual esposa Candince Vesely. Ella volia que ell li toqués i tocar-li amb un baix estava fora dels seus límits. Llavors ell va reconèixer que va trobar el verdader nom del grup quan va aixecar la guitarra acústica. El sobrenom Secondhand Serenade és una referència a la manera en què les seves cançons són 'serenates' dirigides a la seva esposa Candince, amb la que té dos fills petits. La gent només està escoltant les cançons 'de segona mà'.

### Discografia
L'any 2005, Vesely publicà el seu àlbum anomenat Awake. La data en què es publicà l'àlbum A Twist in my Story va ser el 5 de febrer de l'any 2008, i contenia cançons del seu antic àlbum Awake, com "Maybe" i "Your Call", però reproduïdes amb banda sonora en viu. El seu primer senzill, "Fall for You", va ser tret el gener 21, l'any 2008 i el seu vídeo oficial es va estrenar el 8 de gener de l'any 2008. El títol de l'àlbum va ser en referència al divorci de la seva esposa Candince l'any 2008. L'edició de luxe de l'àlbum A Twist in my Story va ser treta en febrer dia 3, l'any 2009 i conté 5 cançons de més. El 14 d'abril de l'any 2010, Secondhand Serenade va anunciar que l'àlbum Hear Me Now està oficialment acabat.